# Сальбю, Конрад
Конрад Йохан Харбу Сальбю (норв. Konrad Johan Harbo Salbu, 1904 — 1986) — норвежский шахматист.
В составе сборной Норвегии участник официальной и неофициальной шахматных олимпиад. В неофициальной олимпиаде, проходившей в 1936 г. в Мюнхене, был запасным участником. В базах есть 4 партии Сальбю из этого соревнования: победы над Х. Максом и Н. Кортлевером и поражения от К. Озолса и Г. Арнлаугссона. На олимпиаде 1937 г. в Стокгольме Сальбю выступал на 4-й доске и показал лучший результат среди участников команды. В базах есть партии, которые он проиграл К. Хаваши и И. Аппелю.

## Спортивные результаты
| Год  | Город     | Соревнование                                                   | + | − | = | Результат | Место |
| ---- | --------- | -------------------------------------------------------------- | - | - | - | --------- | ----- |
| 1936 | Мюнхен    | Неофициальная шахматная олимпиада (сборная Норвегии, запасной) | 7 | 6 | 4 | 9 из 17   |       |
| 1937 | Стокгольм | VII Олимпиада (сборная Норвегии, 4-я доска)                    | 6 | 6 | 3 | 7½ из 15  |       |